# جزيرة روكي
 جزيرة روكي  إحدى جزر البحر الأحمر بمحافظة البحر الأحمر في مصر تقع على بعد 5 كم من الجنوب الشرقي لجزيرة الزبرجد، وهي تأخذ شكل الكِلية وتعد أبعد جزيرة جنوباً في جميع محميات الغوص الطبيعية، وهي ذات سطح رملي خالي من المرتفعات، وجدرانها تنحدر بشكل حاد إلى أعماق كبيرة، ويعد جدارها الجنوبي الشرقي هو أجمل جدرانها.